# Tocco Caudio
Tocco Caudio ist eine Gemeinde in Italien in der Region Kampanien in der Provinz Benevento mit 1470 Einwohnern (Stand 31. Dezember 2023). Sie ist Bestandteil der Bergkommune Comunità Montana del Taburno.

## Geographie
Die Gemeinde liegt etwa 20 km westlich der Provinzhauptstadt Benevento im Hügelland an der Ostseite des Monte Taburno. Die Nachbargemeinden sind Bonea, Bucciano, Campoli del Monte Taburno, Cautano, Frasso Telesino, Moiano, Montesarchio und Sant’Agata de’ Goti.

## Geschichte

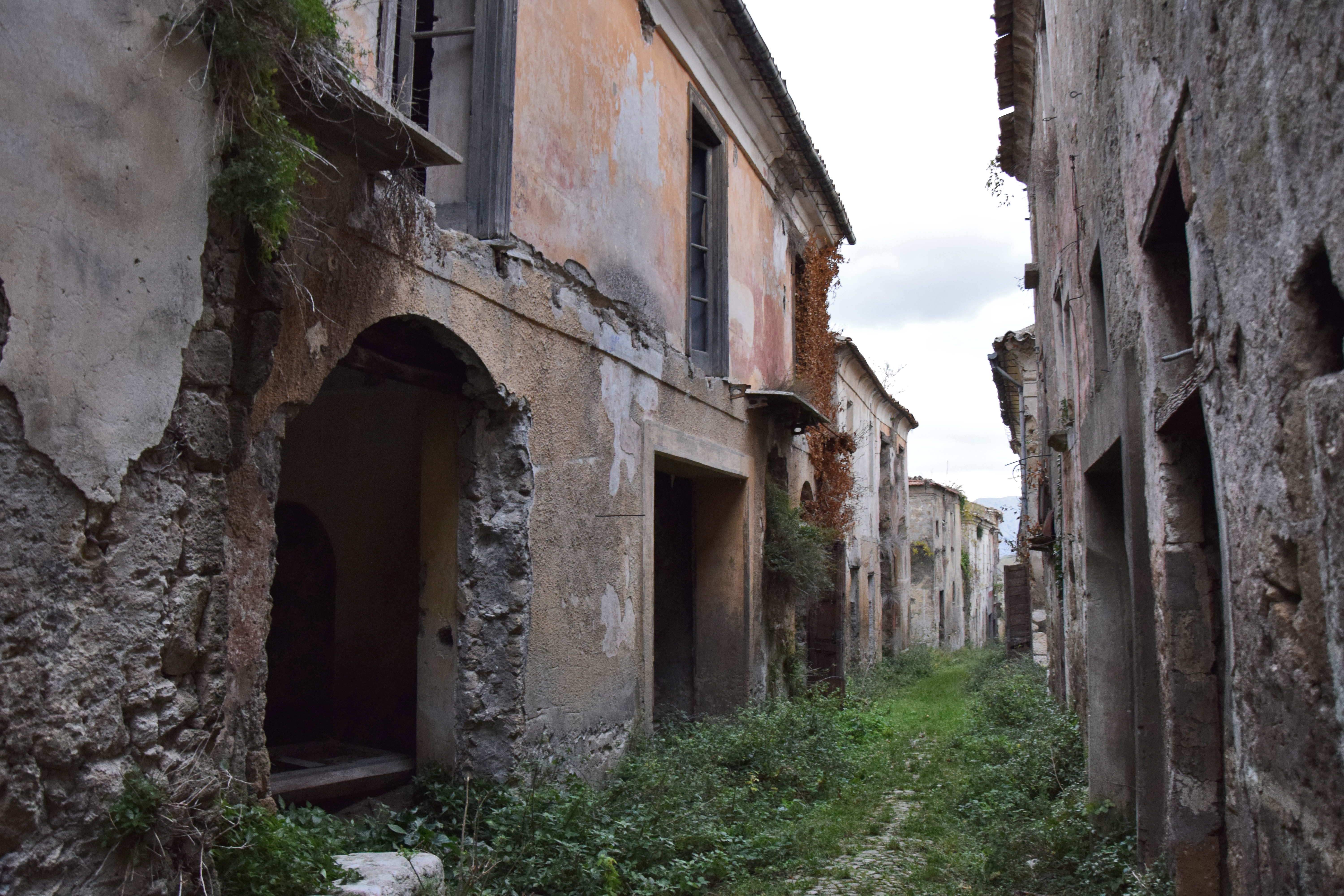
In der verlassenen Altstadt

Der Ort wurde bei mehreren Erdbeben stark beschädigt, darunter 1962, 1980 und 1981. Die Altstadt ist daher seit 1980 unbewohnt.

## Wirtschaft
Die Einwohner leben hauptsächlich von Landwirtschaft und Tourismus. Die Gemeinde gehört zum Weinbaugebiet Aglianico del Taburno.

## Persönlichkeiten
- Nicola Sala (1713–1801), Komponist